# Nagy András (színművész)
Nagy András (Fülek, 1973. február 11. –) magyar színész.

## Életpályája
A Füleki Gimnáziumba járt. Gimnazista korában a helyi Zsák Színházban kezdett el színészettel foglalkozni. 1991-től a Kassai Thália Színházban szerepelt. 1993-tól a Pozsonyi Színművészeti Főiskola hallgatója volt, szlovák nyelven. Tanárai: Vladimir Strnisko, Bozidara Thurzonovová, Frantisek Kovár, Thirring Viola voltak. Másodévesen, Budapesten a Színművészeti Főiskolán Kazimir Károly, Gosztonyi János, Szirtes Tamás és Stollár Katalin tanítványaként töltött el egy szemesztert. Negyedévesen Egerbe szerződött, 1996-tól a Gárdonyi Géza Színház társulatának művésze. A budapesti székhelyű Vertigo Szlovák Színház egyik alapító tagja. A színészet mellett tanítással és rendezéssel is foglalkozik.

## Fontosabb színházi szerepei
- Friedrich Schiller: Ármány és szerelem... Ferdinánd, ifjú nemes
- William Shakespeare: Rómeó és Júlia... Rómeó, Montague fia; Mercutio, a herceg rokona, Rómeó barátja
- Shakespeare: Ahogy tetszik... Olivér, Sir Roland de Bois fia
- Shakespeare: A tél meséje... Első nemesúr Leontés udvarából
- Shakespeare: A velencei kalmár... Lorenzo
- Shakespeare: Hamlet, dán királyfi... Hamlet, az előbbi király fia, a mostaninak unokaöccse
- Carlo Goldoni: Chioggiai csetepaté... Toffolo (Cristoforo), hajóslegény
- Molière: A fösvény... Cléant, Harpagon fia
- Molière: Gömböc úr... Rendőr, Patikus
- Molière: Tudós nők... Vadius, tudós
- Johann Wolfgang von Goethe: Faust... Költő; Wagner
- Lev Nyikolajevics Tolsztoj: Anna Karenina... Sztyiva
- Anton Pavlovics Csehov: Három nővér... Tuzenbach, Nyikolaj Lvovics báró, főhadnagy
- Csehov–Michael Frayn: Vadméz... Dr. Trileckij, az ezredes fia
- Jevgenyij Lvovics Svarc: Hókirálynő... Kei
- Arthur Miller: Az ügynök halála... Happy
- Edward Albee: Nem félünk a farkastól... Nick
- Tennessee Williams: A tetovált rózsa... Jack Hunter
- Eugène Ionesco: Különóra... Tanár
- Alexandre Dumas: A kaméliás hölgy... Doktor
- George Bernard Shaw: Szent Johanna... Dunois
- Friedrich Dürrenmatt: Az öreg hölgy látogatása... Férjei, VII-VIII-IX
- Eugene O’Neill: Utazás az éjszakába... Edmund Tyrone
- Bornemisza Péter: Magyar Elektra... Bornemisza (Orestes)
- Katona József: Bánk bán... Ottó, Gertrudis testvéröccse
- Szigligeti Ede: Liliomfi... Liliomfi, vándorszínész
- Jókai Mór: A kőszívű ember fiai... Jenő
- Jókai Mór: Az aranyember... Kadisa, mérnökkari tiszt
- Vörösmarty Mihály: Csongor és Tünde... Kurrah
- Csiky Gergely: Buborékok... Rábay Miklós
- Madách Imre: Az ember tragédiája... II. Udvaronc, Catullus, Robespierre, Cassius
- Mikszáth Kálmán: Szent Péter esernyője... Wibra György, dr.
- Móricz Zsigmond: Rokonok... Kopjáss István
- Molnár Ferenc: A Pál utcai fiúk... Kolnay
- Gárdonyi Géza: Annuska... Balogh Miklós, földbirtokos
- László Miklós: Illatszertár... Asztalos úr
- Németh László: Görgey (Az áruló)... István, Görgey öccse
- Páskándi Géza: Vendégség... Socino, vándor teológus
- Görgey Gábor: Görgey... Andrássy Norbert
- Egressy Zoltán: Sóska, sültkrumpli... Szappan, partjelző
- Háy Gyula: cAliguLÓ... Selanus, vidéki ifjú
- Háy Gyula: Mohács.... Tomori, kalocsai érsek
- Pozsgai Zsolt - Herczeg Ferenc: Balatoni rege... Palóczi
- Kőrösi Zoltán: Galambok... Galambos öcsi
- Márton László: A nagyratörő... Jósika István, Kovacsóczy titkára, Zsigmond bizalmasa
- Márton László: Az állhatatlan... Jósika István, kancellár
- Márton László: A törött nádszál... Jósika István, Erdély kancellárja
- Kerényi Imre–Balogh Elemér: Csíksomlyói passió... Pilátus; Gábriel; Kevélység
- Kocsis István: A fény éjszakája... Bolyai János
- Gál Elemér: Héthavas gyermekei... Ajnád, kis-gyula
- Vajda Katalin: Anconai szerelmesek... Vándormuzsikus
- Vajda Katalin - Luigi Magni - Bernardino Zapponi: Legyetek jók, ha tudtok!... Bíboros
- Lionel Bart: Oliver... Noah Claypole, koporsókészítő segédje
- Jules Verne: 80 nap alatt a Föld körül... Phileas Fogg
- Müller Péter - Müller Péter Sziámi - Tolcsvay László: Mária evangéliuma... Angyal
- Csemer Géza - Szakcsi Lakatos Béla: Cigánykerék... Bert, rendező
- Bacsó Péter: Te rongyos élet... Rendőr
- Alan Jay Lerner - Frederick Loewe: My Fair Lady... Kárpáthy Zoltán Prof.
- Leonard Bernstein West Side Story... Snow boy
- Farkas Ferenc: Csínom Palkó... Förgeteg, bandavezér
- Antoine de Saint-Exupéry: A kis herceg... Pilóta
- Lázár Ervin: A legkisebb boszorkány... Király Kis Miklós
- Willy Russel: Vértestvérek... Mickey
- Ray Cooney: Klikk! - Páratlan páros 2.... Gavin Smith
- Joe Orton: Csak mint otthon, Mr. Sloane!... Mister Sloane
- Reginald Rose: Tizenkét dühös ember... 2. számú esküdt
- Dale Wasserman - Ken Kesey: Kakukkfészek... Billy Bibbit
- Julian Garner: Ébredés... Johannes
- Arnold Wesker: A konyha... Jackie
- Almási-Tóth András–Bret Easton Ellis: Bifidus essensis, avagy tűsarkon a téboly... Eddy
- Murray Schisgal: Szerelem, ó!... Harry
- Paul Pörtner: Hajmeresztő... Edward Lawrence, régiségkereskedő
- Peter Shaffer: Black Comedy... Brindsley Miller

## Rendezéseiből
- Martin McDonald: Lonesome West – Elveszett erkölcsök (Zsák Színház, Fülek)
- Willy Russel: Vértestvérek musicalje nyomán – Mrs. Johnstone története (Zsák Színház, Fülek)
- Ivan Holub: Temetés (Vertigo Szlovák Színház)
- William Gibson: Libikóka (Agria Nyári Játékok)

## Filmek, tv
- Arthur Miller: Az ügynök halála (színházi előadás tv-felvétele)
- Jules Verne: 80 nap alatt a Föld körül (színházi előadás tv-felvétele)